# Olé Guapa
Olé Guapa, ook uitgegeven als Ole Guapa (opus 4), is een tangonummer van de Nederlandse musicus Arie Maasland, uitgebracht onder zijn artiestennaam Malando.
Maasland schreef het nummer in 1937. Pas na de oorlog kreeg hij succes met deze tango. Hij bracht het op de Nederlandse markt uit onder artiestennaam "Malando en zijn Tango-Orkest" en in het buitenland als "Malando and his Orchestra".
Maasland kreeg in deze periode bekendheid met zijn tango-orkest en als accordeonist. Hij bracht zijn compositie "Olé Guapa" meermalen uit, onder meer in 1948 en 1953. Dankzij deze tango kreeg hij internationale bekendheid als tango-componist en -artiest wat resulteerde in optredens in Argentinië, het thuisland van de tango.
Het nummer is vele malen gecoverd, onder andere door The Jumping Jewels, De Kermisklanten en André Rieu. In 2001, kort voor het huwelijk van prins Willem-Alexander met de Argentijnse Máxima, bracht de kleinzoon van Arie Maasland, met artiestennaam Danny Malando, een nieuwe versie getiteld Olé Guapa! Maxima! uit. Deze werd in Nederland een kleine hit (plek 99 in de Single Top 100).

## NPO Radio 2 Top 2000
| Nummer met noteringen in de NPO Radio 2 Top 2000 | '99  | '00  | '01  | '02  | '03  |
| ------------------------------------------------ | ---- | ---- | ---- | ---- | ---- |
| Olé Guapa                                        | 1440 | 1898 | 1906 | 1658 | 1588 |

1. ↑  Een vetgedrukt getal geeft de hoogste notering aan.
2. ↑  Deze tabel is bijgewerkt tot en met de laatste editie (2024).